# Opisthoteuthis agassizii
Opisthoteuthis agassizii är en bläckfiskart som beskrevs av Addison Emery Verrill 1883. Opisthoteuthis agassizii ingår i släktet Opisthoteuthis och familjen Opisthoteuthidae. Inga underarter finns listade i Catalogue of Life.